# 吉普賽龍屬
吉普賽龍屬（学名：Atsinganosaurus）是泰坦巨龍類恐龍的一個属，生活於白堊纪的法國南部。模式種為貝拉克斯吉普赛龍（A. velauciensis），是由杰拉尔丁·加西亚（Géraldine Garcia）、Sauveur Amico、Francois Fournier、Eudes Thouand和Xavier Valentin在2010年描述、命名。屬名裡的atsinganos在希臘文意為“吉普赛人”或“流浪者”，意指這物種可能從歐洲東部向西遷徙。種名則以發現地貝拉克斯（Velaux-La Bastide Neuve）命名。
吉普赛龍的化石被發現於法国南部的艾克斯普羅旺斯盆地（Aix-en-Provence Basin），地質年代為白堊紀的马斯特里赫特阶早期，距今約7200萬年前。正模標本（編號VBN.93.01.a-d）是由四節連接的後背椎組成，此外，還有包括零碎的頸椎、薦椎、尾椎、四肢和牙齒。
在分類上，吉普賽龍被歸類於泰坦巨龍類恐龍，可能是岩盔龍類的基礎物種，並是馬拉威龍的近親。